# Liste der Monuments historiques in Saint-Jean-de-Blaignac
Die Liste der Monuments historiques in Saint-Jean-de-Blaignac führt die Monuments historiques in der französischen Gemeinde Saint-Jean-de-Blaignac auf.

## Liste der Bauwerke
| Bezeichnung    | Beschreibung              | Standort | Kennzeichnung | Schutzstatus | Datum | Bild           |
| -------------- | ------------------------- | -------- | ------------- | ------------ | ----- | -------------- |
| Friedhofskreuz |                           | (Lage)   | PA33000050    | Inscrit      | 2001  |                |
| Kirche St-Jean | Erbaut im 13. Jahrhundert | (Lage)   | PA00083753    | Classé       | 2002  | weitere Bilder |

## Liste der Objekte
| Bezeichnung                           | Beschreibung              | Standort                     | Kennzeichnung | Schutzstatus | Datum | Bild |
| ------------------------------------- | ------------------------- | ---------------------------- | ------------- | ------------ | ----- | ---- |
| Hauptaltar mit Retabel und Tabernakel | Holz, 17./18. Jahrhundert | in der Kirche St-Jean (Lage) | PM33000714    | Classé       | 1970  |      |